# Петрос Соломон
Петрос Соломон ( англ. Petros Solomon; 5 мая 1951, Асмэра) – эритрейский политический, государственный и военный деятель.

## Биография
Родился в состоятельной семье в Асмэре. Образование получил в Асмэре и Аддис-Абебе. С 1972 года учился в Университете Хайле Селассие, тогда же присоединился к Народному фронту освобождения Эритреи. Член Исполкома (1977—1987) и партии Народный фронт за демократию и справедливость.
Участник войны за независимость Эритреи, с 1991 года занимал должность главного стратега и руководителя военной разведки (72-й бригады) НФОЭ. Петрос Соломон был членом Народно-освободительного фронта Эритреи (EPLF). Во время войны за независимость ему приписывают единоличную организацию разведывательного отдела НФОЭ. Ему также приписывают то, что он был командующим фронтами Накфа, Керкебет и Зара в начале 1980-х годов. Руководил сражением при Массаве в 1977 году, вместе с Огбе Абраха руководил сражением за освобождение города Баренту в 1987 году.
Один из командующих Народно-освободительным фронтом Эритреи, после обретения независимости занимал несколько должностей в кабинете министров, занимал пост первого министра обороны и министра иностранных дел Эритреи. В середине февраля 1997 года был переведен с поста министра иностранных дел на пост министра морских ресурсов.
Петрос Соломон был уволен со своего поста президентом в феврале 2000 года. В сентябре 2001 года арестован из-за своего участия в группе G-15. В мае 2001 года эта группа людей написала открытое письмо с критикой действий Исайяса Афеворки, назвав их «незаконными и антиконституционными». Участникам группы было предъявлено обвинение в государственной измене. Центральное бюро НФДС считает, что все они разделяют, «…общую вину: как минимум, отказ исполнять свои обязанности в трудное для Эритреи время, как максимум — участие в заговоре, тяжкое преступление.»

Члены Исполнительного комитета НФОЭ в 1977—1987 гг.: стоят: Огбе Абраха, Али Саид Абделла (Ali Said Abdella), Себхат Эфрем (Sebhat Efrem), Хайле Уольдетинсаэ (Haile Woldetinsae), Петрос Соломон (Petros Solomon), Мохаммед Саид Барех (Mohammed Said Bareh), Месфин Хагос (Mesfin Hagos), Аль-Амин Мохаммед Саид (Al-Amin Mohammed Said), сидят: Берхане Гебрезгабихер (Berhane Gherezgiher), Ибрагим Афа (Ibrahim Afa), Ромодан Мохаммед Нур (Romodan Mohammed Nur), Исайяс Афевсрки, Махмуд Шрифо (Mahmoud Shrifo)

За призывы к политическим реформам в Эритрее содержался в тюрьме без связи с внешним миром в неизвестном месте.
Amnesty International назвала его узником совести.